# Finnborgs tegelbruk

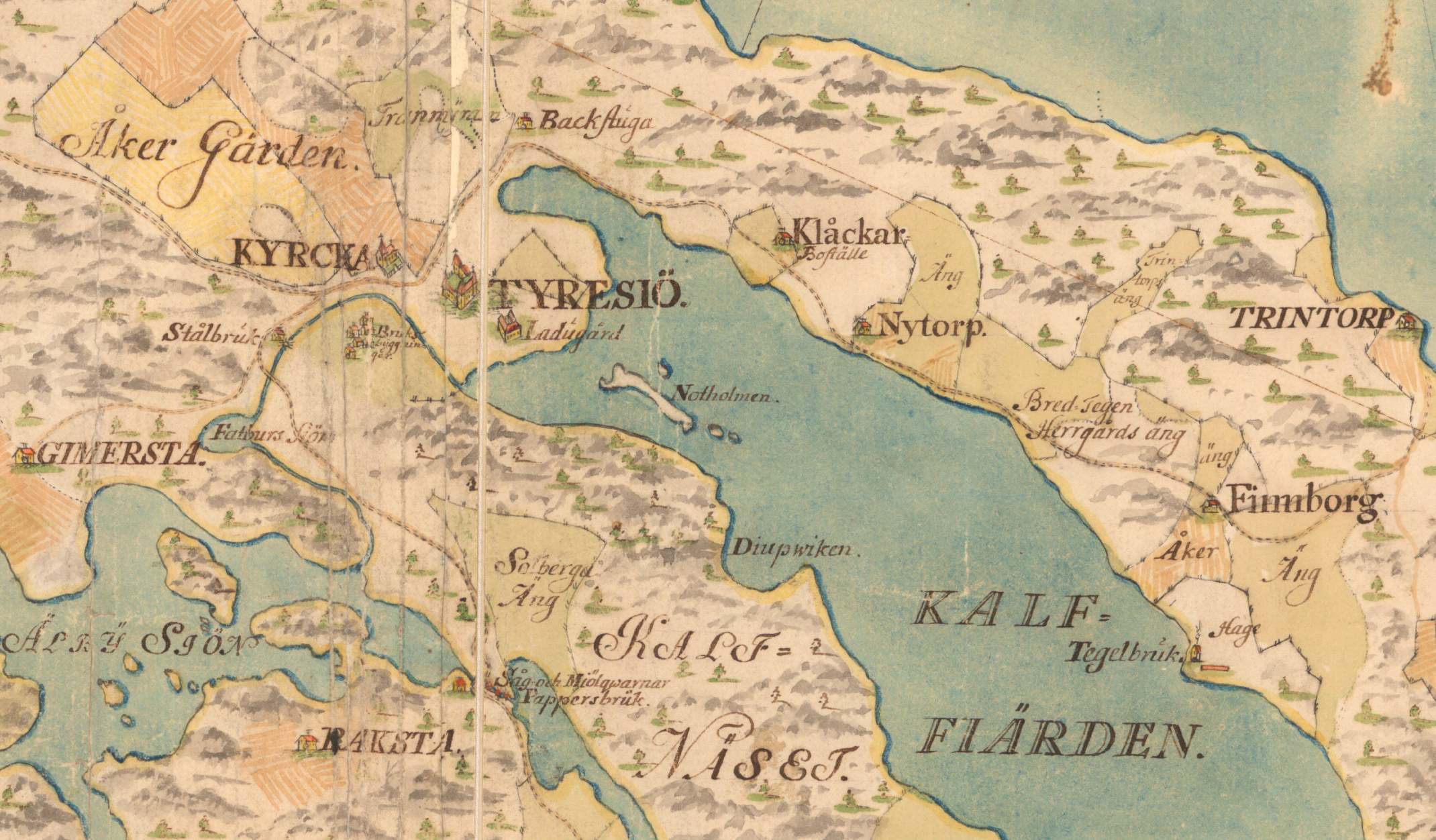
Tyresö slott och tegelbruket 1748.

Finnborgs tegelbruk (stavas även Finborg) var ett tegelbruk på Brevikshalvön vid Kalvfjärden i nuvarande Tyresö kommun. Bruket, som ursprungligen tillhörde Tyresögodset, existerade i olika former från 1600-talets början fram till 1913. Vid 1930-talets början styckades området för fritidsboende. 

## Historik

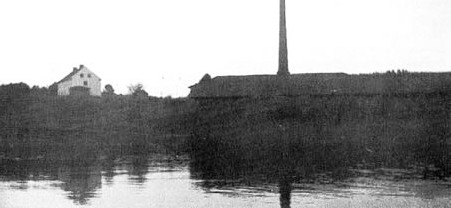
Finnborgs tegelbruk ca 1900.

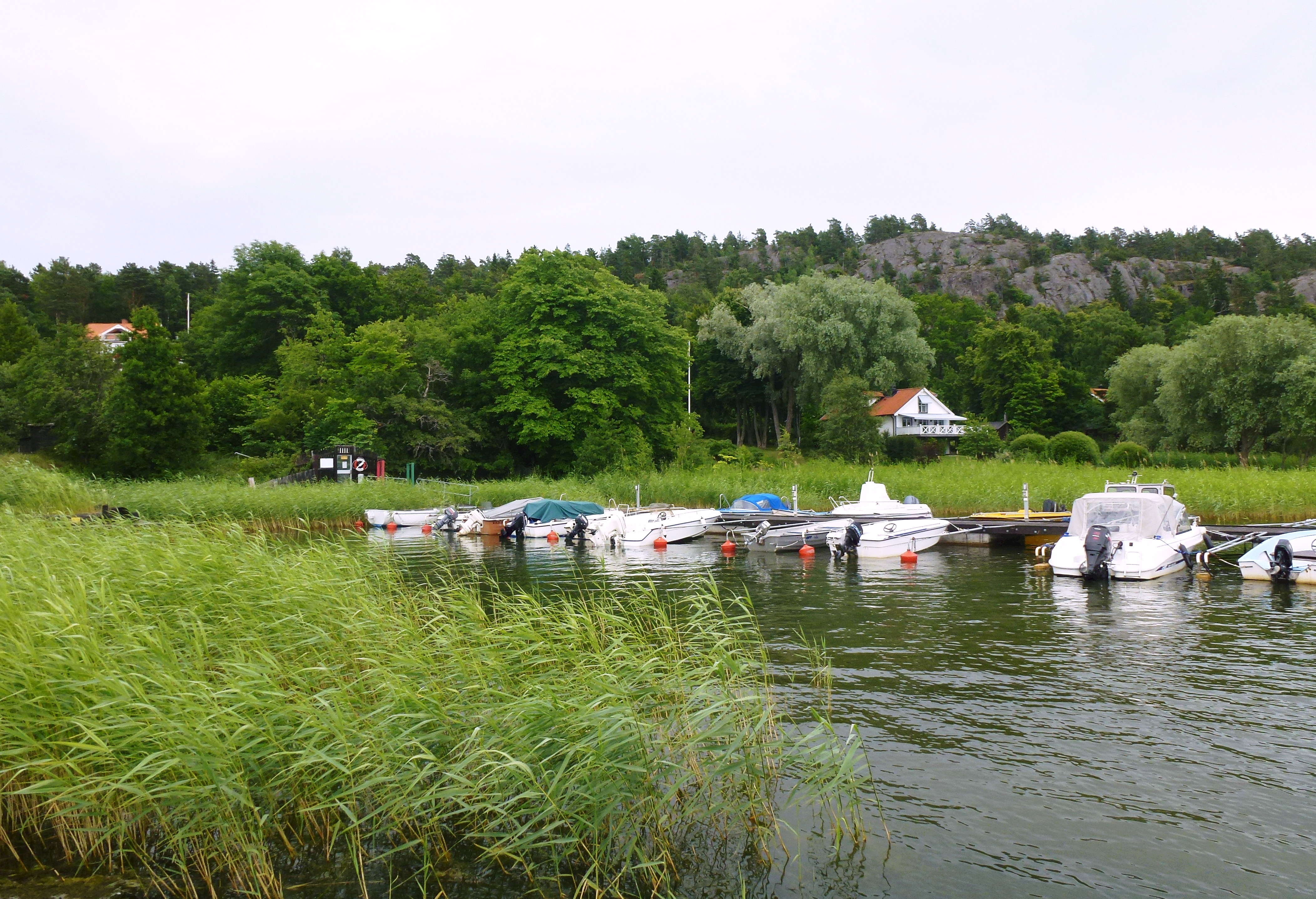
Tegelbruksområdet i juli 2013.

Anledning för bygget av ett tegelbruk vid Kalvfjärden var Gabriel Oxenstiernas avsikt att låta uppföra Tyresö slott. När slottsbygget startade på 1620-talet behövdes en stor mängd murtegel och det var vanligt att anlägga ett eget bruk för att vara självförsörjande. På Brevikshalvön vid Kalvfjärden fanns ett lertag vid torpet Finnborg och läget ansågs bra ur transportsynpunkt, dessutom var leran av god kvalitet för tegeltillverkning. Teglet från Finnborgs tegelbruk användes både för Tyresö slott och för bygget av Tyresö kyrka.
Under Johan Gustav Ferdinand Hörstadius tid som ägare till slottet och tegelbruket vid 1800-talets mitt byggdes tegelbruket ut. På 1870-talet låg produktionen vid cirka 1,5 miljoner tegel per år. Murteglet tillverkades både maskinellt och handslaget. Anläggningen förfogade över två brännugnar. Teglet fraktades med egna båtar till Stockholm, som i samband med den stora inflyttningen under 1800-talets andra hälft var i stort behov av murtegel. Även under nästa ägare, Claes Lagergren, fortsatte utbyggnaden. Men 1913 tog leran slut och verksamheten upphörde. Bruket övergavs och byggnaderna revs efterhand.

## Fritidshus på tegelbrukstomten
Under försommaren 1935 arrangerade Tyresö Förvaltnings AB i samarbete med Svenska Slöjdföreningen en utställning med ett mönsterområde på det gamla tegelbrukets marker. Här visades sportstugor efter typhusritningar utarbetade av arkitekterna Holger Blom och Jan Wahlman. Utställningen kallades  ”Det moderna sommarhemmet”. Utställningskatalogens omslag hade gestaltats av konstnären Kalle Lodén.